# Флоренсія Ортіс
 Флоре́нсія О́ртіс (ісп. Florencia Ortiz; нар. 15 грудня 1971) — аргентинська акторка кіно. В Україні популярною стала завдяки теленовелі «Дикий ангел».

## Біографія
Народилась Флоренсія Ортіс 15 грудня 1971 року в Аргентині. Активно знімається в серіалах і фільмах Аргентини.

## Особисте життя
Чоловік — актор Фернандо Тобі, від якого має дитину.

## Цікаві факти
Зріст акторки Флоренсії Ортіс становить 173 см.

## Фільмографія
- 1996 — Моделі 90-60-90 (телесеріал)
- 1998—1999 — Дикий ангел (телесеріал)
- 2005 — Amor en custodia (телесеріал)
- 2007 — Patito feo (телесеріал)
- 2008 — Аманда О (телесеріал)
- 2009 — Champs 12 (телесеріал)
- 2010 — Secretos de amor (телесеріал)
- 2012 — Dulce amor (телесеріал)
- 2014 — Somos familia (телесеріал)
- 2014 — Luxo (телесеріал)
- 2014—2015 — Violetta (телесеріал)
- 2015 — Esperanza mía (телесеріал)
- 2017 — Dalia de las Hadas (телесеріал)